# Маряново (Чарнковсько-Тшцянецький повіт)
Маряново (пол. Marianowo, нім. Mariendorf) — село в Польщі, у гміні Велень Чарнковсько-Тшцянецького повіту Великопольського воєводства.
Населення — 160 осіб (2011).
У 1975-1998 роках село належало до Пільського воєводства.

## Демографія
Демографічна структура станом на 31 березня 2011 року:
|          | Загалом | Допрацездатний вік | Працездатний вік | Постпрацездатний вік |
| -------- | ------- | ------------------ | ---------------- | -------------------- |
| Чоловіки | 83      | 19                 | 60               | 4                    |
| Жінки    | 77      | 16                 | 48               | 13                   |
| Разом    | 160     | 35                 | 108              | 17                   |